# باربرا (فلم أرجنتيني)
باربرا Barbara فيلم رومانسي كوميدي أرجنتيني من إنتاج عام 1980، بطولة الإيطالية رافائيلا كارا.
قصة الفيلم: باربرا نجمة إيطالية تأتي إلى الأرجنتين في جولة، وتقع في غرام مصور فوتوغرافي أرجنتيني اسمه ماورو.

## وصلات خارجية
- مقالات تستعمل روابط فنية بلا صلة مع ويكي بيانات